# Başyurt (Midyat)
Başyurt (kurdisch Zaxuran) ist ein kurdisches Dorf im Landkreis Midyat der türkischen Provinz Mardin. Es liegt in Südostanatolien auf 900 m über dem Meeresspiegel, ca. 40 km östlich von Midyat.
Der ursprüngliche Ortsname lautete Zahuran. Er ist in dieser Form beim Katasteramt registriert und wurde auch bei Volkszählungen als Alternativbezeichnung verwendet.
Am 23. Januar 1987 überfiel eine 15 Mann starke Einheit der ARGK der PKK in der Nacht den Weiler Efeler, der zu Başyurt gehört. Sie schossen mit automatischen Waffen und brandschatzten mehrere Häuser. Die Aktion diente der Bestrafung zweier kurdischer Familien, deren Männer sich den Dorfschützern angeschlossen hatten. Dabei wurden zehn Personen getötet, darunter sieben Kinder und Kleinkinder.
Im Jahr 1965 betrug die Bevölkerungszahl  1.566 Einwohner. 1985 lebten 1.105 Menschen in Başyurt. 2009 hatte die Ortschaft 805 Einwohner.